# Adam Sopp
Adam Michael Richard Sopp (Kent, 27 agosto 1986) è un attore britannico.

## Carriera
Formatosi per diventare attore alla Bristol Old Vic Theatre School di Bristol, la prima serie televisiva in cui recita è Grange Hill, nel 1999, all'età di quindici anni. Successivamente prende parte ad alcuni episodi della soap opera Doctors. Tra il 2003 e il 2011, invece, appare come doppiatore in alcuni videogiochi ispirati alla serie di Harry Potter, mentre figura come personaggio anche il alcune animazioni dell'attrazione Harry Potter and the Escape from Gringotts, a Orlando. Nel 2014, invece, interpreta il ruolo del musicista Mick Avory nel musical Sunny Afternoon. Infine, nel 2016 doppia la voce di Anri di Astora nel videogioco Dark Souls III.

## Filmografia

### Attore

#### Cinema
- Expectation Management, regia di Tupaq Felber (2011)

#### Televisione
- Grange Hill (1999-2002)
- Doctors (2003-2010)
- Tom Brown's Schooldays, regia di Dave Moore (2005)
- Casualty 1900s (2006)
- Teenage Kicks, regia di Adrian Edmondson (2008)
- Abroad (2010)
- Holby City, regia di Tony McHale e Mal Young (2013)
- WPC 56, regia di Dominique Moloney (2013)
- Father Brown, regia di Rachel Flowerday e Tahsin Guner (2014)
- The Lost Honour of Christoper Jeffries (2014)
- Stan Lee's Lucky Man, regia di Stan Lee e Neil Biswas (2017)
- Casualty, regia di Jeremy Brock e Paul Unwin (2017)

### Doppiatore

#### Videogiochi
- Harry Potter e la Coppa del Mondo di Quidditch (2003)
- Harry Potter e il prigioniero di Azkaban (2004)
- Harry Potter e l'Ordine della Fenice  (2007)
- Harry Potter e il principe mezzosangue (2009)
- Harry Potter e i Doni della Morte - Parte 1 (2010)
- Harry Potter e i Doni della Morte - Parte 2 (2011)
- El Shaddai: Ascension of the Metatron (2011)
- Dark Souls (2011)
- Dark Souls III (2016)